# Watertoren (Oostende Leopoldpark)
De voormalige watertoren in het Leopoldpark was de eerste watertoren van Oostende. In 1895 werd ze vervangen door de watertoren in het Maria Hendrikapark en afgebroken.

## Beschrijving
De toren van 12 meter hoog bevond zich op de hoek van de huidige Hendrik Serruyslaan en de Karel Janssenslaan. Het water, dat uit de vaart gewonnen werd en de parkvijvers voedde, werd middels buizen doorgeleid naar een stoompomp die het omhoog stuwde naar het reservoir.
Ardooie ·
Beernem Bulscampveld ·
Beernem Reigerlostraat ·
Bellegem Kleine Perijkelstraat ·
Blankenberge ·
Bredene Dorpstraat ·
Brugge Generaal Lemanlaan ·
Brugge Koning Leopold III Laan ·
Brugge Schaakstraat ·
Brugge Koning Albertlaan ·
Brugge Gentpoortvest ·
Brugge Kustlaan ·
Brugge Lissewegsesteenweg ·
Brugge Sint-Michielsestraat ·
De Haan Drift ·
De Haan Wenduinesteenweg ·
De Panne ·
Duinbergen ·
Gullegem ·
Heist ·
Hooglede ·
Ieper Dikkebusseweg ·
Ieper Elverdingsestraat ·
Izegem Schardouwstraat ·
Izegem Zwingelaarstraat ·
Knokke-Heist Arcadelaan ·
Koekelare ·
Kortemark ·
Kortrijk Doorniksesteenweg ·
Kortrijk Markesteenweg ·
Kuurne ·
Lichtervelde ·
Lombardsijde ·
Menen ·
Middelkerke Logierlaan ·
Middelkerke Zeedijk ·
Oedelem ·
Oostduinkerke ·
Oostende Konterdamkaai ·
Oostende Mercatorlaan ·
Oostende Leopoldpark ·
Oostende Maria Hendrikapark ·
Oostende Populierendreef ·
Oostende Dokter Eduard Moreauxlaan ·
Passendale ·
Poperinge ·
Roeselare ·
Roksem ·
Tielt ·
Torhout ·
Waregem ·
Wenduine ·
Wevelgem ·
Westende ·
Zeebrugge Blondeellaan ·
Zeebrugge Kustlaan ·
Zeebrugge Lissewegsesteenweg ·
Zillebeke ·
Zwevegem P. Ferrardstraat ·
Zwevegem Stockerijstraat